# Love yourself 〜君が嫌いな君が好き〜
『Love yourself 〜君が嫌いな君が好き〜』（ラブ ユアセルフ きみがきらいなきみがすき）は、日本の男性アイドルグループ・KAT-TUNの11枚目のシングル。2010年2月10日にJ-One Recordsから発売された。

## 概要
初回限定盤1には亀梨和也のソロ曲、初回限定盤2には赤西仁ソロ曲が収録されており、亀梨のソロ曲は昨年のツアーで初披露された曲である。
初動売上は『DON'T U EVER STOP』以来4作ぶりに35万枚、累計売上は40万枚を突破した。
赤西仁が参加した最後のシングルである。「ヤマトナデシコ七変化♥」のエンディングでは、脱退前だが、赤西のパートが流されていない。

## 収録曲

### CD

#### 通常盤
1. Love yourself 〜君が嫌いな君が好き〜
作詞：ECO、Rap詞：J∅KER、作曲：Tatsugoo、編曲：Taku Yoshioka
  - 亀梨和也主演 TBS系ドラマ『ヤマトナデシコ七変化♥』主題歌
2. THE D-MOTION
作詞：ECO、作曲：Oscar Holter、Jakke Erixson、Thomas Haraldsson、Junior H Johansson
編曲：Oscar Holter、Jakke Erixson、English Lyrics Coordinated by、Jin Akanishi
  - KAT-TUN出演「デコとも☆DX」CMソング
3. HEART BEAT
作詞：t-oga、SPIN、作曲：King of slick、編曲：King of slick、ストリングスアレンジ：Tomoki Kikuya
4. Love yourself 〜君が嫌いな君が好き〜（オリジナル･カラオケ）
5. THE D-MOTION (オリジナル･カラオケ)
6. HEART BEAT (オリジナル･カラオケ)

#### 初回限定盤1
1. Love yourself 〜君が嫌いな君が好き〜
2. THE D-MOTION
3. 愛しているから - 亀梨和也
作詞：Kazuya Kamenashi、Satomi、作曲：Yuka Kawamura、編曲：Gin Kitagawa

#### 初回限定盤2
1. Love yourself 〜君が嫌いな君が好き〜
2. THE D-MOTION
3. A Page - 赤西仁
作詞：Josh、Jin Akanishi、作曲・編曲：Jin Akanishi

### DVD

#### 初回限定盤1
1. Love yourself 〜君が嫌いな君が好き〜（ビデオ・クリップ＋メイキング）

#### 初回限定盤2
1. THE D-MOTION（ビデオ・クリップ＋メイキング）